# Унна
Унна (нім. Unna) — місто в Німеччині, знаходиться в землі Північний Рейн-Вестфалія. Підпорядковується адміністративному округу Арнсберг. Входить до складу району Унна.
Площа — 88,52 км². Населення становить 58 816 ос. (станом на 31 грудня 2020).

## Географія

### Адміністративний поділ
Місто  складається з 13 районів:
- Унна
- Массен
- Кенігсборн
- Юльцен
- Мюльгаузен
- Люнерн
- Штоккум
- Вестгеммерде
- Білльмеріх
- Геммерде
- Афферде
- Зіддінггаузен
- Кессебюрен

## Відомі особистості
У місті народився:
- Вільгельм Бушульте (1923-2013) — німецький художник.